# 飓风乔治对路易斯安那州的影响
飓风乔治对路易斯安那州的影响一共造成3人丧生，经济损失约3,010万美元（1998年美元，相当于2025年的5627萬美元）。飓风乔治源于大西洋上空的一股东风波，于1998年9月20日达到最大持续风速每小时250公里的最高强度。接下来的几天时间里，风暴行经大安的列斯群岛，于9月28日进入墨西哥湾，接下来以二级飓风强度登陆密西西比州后，于10月1日消散。路易斯安那州有约50万生活在低洼地区的居民在飓风登陆前疏散。新奥尔良市长宣布该市进入紧急状态，以便灾民获得联邦援助。政府部门呼吁沿海地区生活的近150万居民撤离，官员称这一撤离规模可能创下了当地的新纪录。
乔治产生的风暴潮导致大量位于防洪堤以外的民房被淹，庞恰特雷恩湖畔的85个垂钓营地被毁。估计有16万居民因乔治导致家中停電，飓风缓慢的移动速度也导致了严重的海滩侵蚀。全州以博加卢萨的降雨量最高，有约76毫米，阵风时速则达到132公里。飓风过去后，联邦紧急事务管理局在全州开设了67个避难所。路易斯安那州因热带风暴弗朗西丝和飓风乔治所受损失一共获得了5,600万美元（1998年美元，相当于2025年的1.05億美元）的救灾款。此外，联邦紧急事务管理局一共还支付了1,415万零532美元（1998年美元，相当于2025年的2645萬美元）的损失补偿，其中包括向波多黎各和密西西比州提供的援助金。

## 背景
1998年9月中旬，一股东风波离开非洲西海岸向西行进，于两天后在大西洋催生出低压区，并很快增强成热带低气压。9月16日，低气压升级成热带风暴并获命名为“乔治”（Georges），并于次日达到飓风强度。9月20日，风暴达到风力时速250公里的最高强度，仅略低于萨菲尔-辛普森飓风等级下的五级飓风标准，是1998年大西洋飓风季的第二场大型飓风。
接下来的5天时间里，飓风经过大安的列斯群岛，夺走了超过600人的生命，其中又以多明尼加和海地为主。9月25日，乔治以二级飓风强度进入墨西哥湾。三天后，气旋以风速每小时165公里强度从密西西比州比洛克西附近登陆。进入陆地上空后，飓风的移动速度放缓，并转向朝东面移动，最终于10月1日在佛罗里达州大西洋海岸附近消散。

## 防灾措施

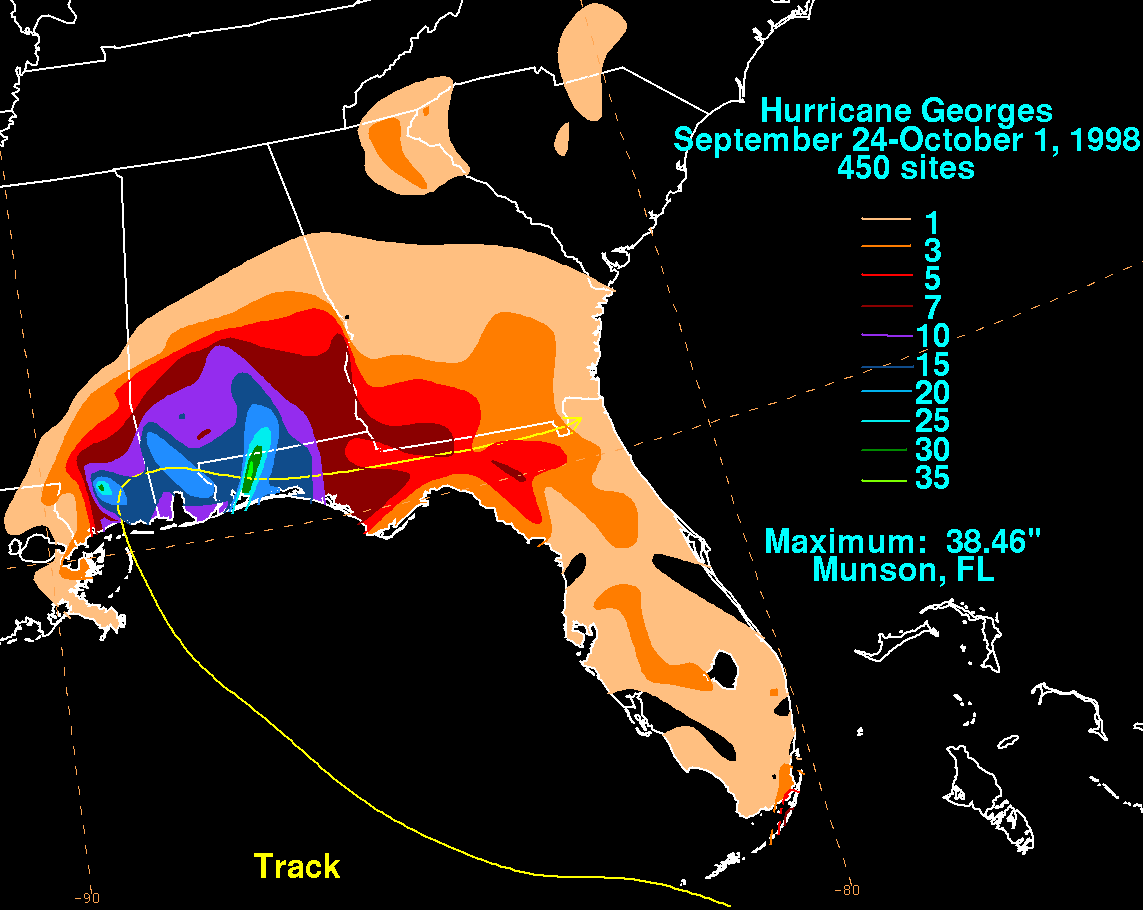
飓风乔治在美国产生的降雨量分布

北美中部时间9月25日上午9点，美国国家飓风中心向路易斯安那州摩根城以东的沿海地区发布飓风观察预警。次日，预警在风暴登陆前不久升级为飓风警告。摩根城到弗米利恩堂区的因特拉科斯特尔城（Intracoastal City）之间地区也收到了飓风观察预警。之后的天气预报表明乔治将在路易斯安那州以东登陆，飓风观察预警因此取消，飓风警告也由热带风暴警告代替。到9月29日时，所有的热带气旋警告均予中止。
9月25至26日，由于天气预报中称气旋有可能在新奥尔良附近登陆，因此当地进行了大规模疏散。官方建议生活在新奥尔良的超过150万人离开该市。该地区共计开设了9个避难所，可以容纳45万人。新奥尔良市长马克·莫里尔（Marc Morial）宣布该市进入紧急状态，以便飓风过后市内可以立即获得联邦援助，市里还实施了宵禁。
杰佛逊堂区和新奥尔良堂区在飓风来袭前共有约50万人撤离。该州其它地区约有3.1万人躲进避难所。杰佛逊堂区有约3900人撤离到公共避难所，两万人临时转移到新奥尔良堂区，其中1.4万人安置在路易斯安那超级巨蛋。普拉克明堂区有约1.5万居民撤离，2300人前往公共避难所躲避。格兰德艾尔的1500位居民收到撤离令，这已经是他们在一个月里第四次获命撤离。由于疏散工作的规模巨大，175名正在休假的州警和250位国民警卫队员获派前去协助加快撤离工作进程。进出新奥尔良的本只有10号州际公路和90号国道两条高速公路，但之前多场风暴产生的暴雨导致90号国道部分路段被淹，对防灾准备工作造成阻碍。。路易斯安那州副總警監罗尼·琼斯（Ronnie Jones）表示，这次撤离的规模可能是该州历史上最大的一次。

## 影响
飓风乔治在密西西比州、阿拉巴马州和佛罗里达州产生的降雨量都创下新的纪录，但在路易斯安那州的降水则相对较少，最高的博加卢萨也只有约76毫米。受灾最严重的主要是该州东南部，其中又以普拉克明堂区和圣贝尔纳堂区为主。加丁湾（Gardene Bay）记录下高达2.7米的风暴潮，但随后该记录站因停电而中止记录，所以实际风暴潮有可能更高。大部分区域的风力都达到烈风强度，阵风时速最高的达到132公里。受狂风和风暴潮共同影响，导致该区域大部分地区停电，至少50套民居被淹，这些房屋都位于防洪堤以外。墨西哥湾内一座岛上的灯塔部分被淹，岛上近370米的沙滩受到严重的侵蚀。风暴完全侵蚀了岛上1.8米厚的沙丘，导致原本位于沙丘顶部的浮桥悬浮在水面上。
乔治对圣坦曼尼堂区造成的影响主要局限于风害：该地区的阵风时速达到77公里，刮倒了树木并导致供电线路中断。1.3米高的风暴潮还淹没了堂区内的20套民房。杰佛逊堂区的阵风时速有88公里，导致部分屋顶轻度受损，有的地区出现停电，但总体程度较轻。新奥尔良堂区的风暴潮达到1.77米高，摧毁了85处建筑在木桩上的钓鱼营地，时速109公里的阵风还导致该堂区8万居民家中停电。整个路易斯安那州共有16万户家庭和商户在飓风来袭期间失去电力供应。乔治还间接导致3人死亡，其中有两名男子在疏散期间因压力太大而晕倒而身亡，另有一人死于屋内蜡烛掉落引发的火灾。全州因风暴共计遭受了约3010万美元（1998年美元，相当于2025年的5627萬美元）的损失。

## 善后

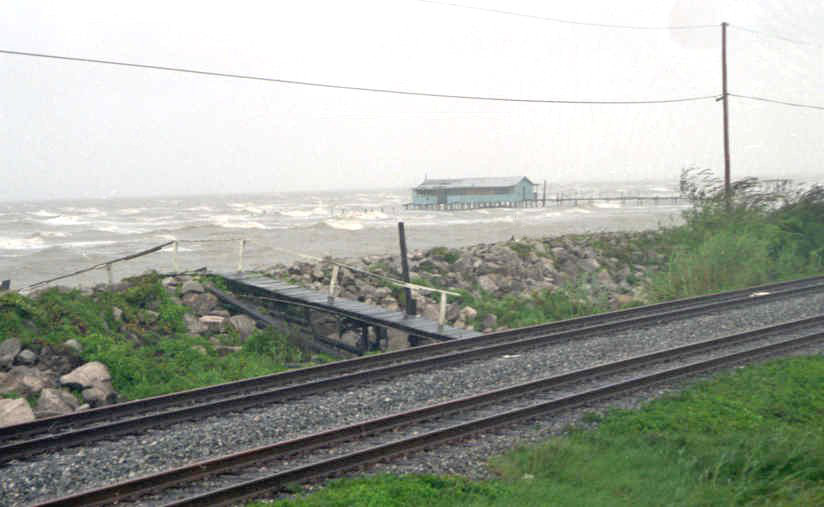
飓风乔治吹袭期间的庞恰特雷恩湖

飓风乔治逼近前，联邦紧急事务管理局宣布路易斯安那州的阿森松堂区、阿桑普申堂区、杰佛逊堂区、拉福什堂区、利文斯顿堂区、普拉克明堂区、新奥尔良堂区、圣贝尔纳堂区、圣查尔斯堂区、圣詹姆斯堂区、施洗者圣约翰堂区、圣坦曼尼堂区、泰勒博恩堂区、坦吉帕霍阿堂区和华盛顿堂区成为灾区，让这些地区的居民可以获得个人和公共援助。如果包括向波多黎各和密西西比州发放的救灾基金，联邦紧急事务管理局一共因飓风乔治支付了1415万零532美元（1998年美元，相当于2025年的2645萬美元）的保险理赔。克林顿政府一共向路易斯安那州受热带风暴弗朗西丝和飓风乔治影响的地区拨款5600万美元（1998年美元，相当于2025年的1.05億美元）作为灾后援助金。
官方在全州开设了67个避难所，联邦紧急事务管理局一共向路易斯安那州、密西西比州、阿拉巴马州、佛罗里达州和乔治亚州派遣了1200名工作人员。飓风登陆次日，路易斯安那超级巨蛋安置的1.4万人中已有4000人返回家园，但市长马克·莫里尔仍然请求大家为了自己的安全着想继续留在超级巨蛋。为了防止风暴造成重大洪涝灾害，国民警卫队向美国墨西哥湾沿岸地区提供了125万个沙袋。救援队伍执行了近50次救援任务，以协助被困的居民脱困。联合卫理救济委员会于9月29日派出灾害响应小组前往路易斯安那州评估气旋造成的损失。美国地质调查局生态学家托马斯·米切特（Thomas Michot）在风暴过后对群岛进行斟探后表示：“新奥尔良面对未来的飓风时唯一并且也是最重要的一条防线已经完全消失了”。

## 解释说明
1. ↑  东风波指的是沿信风移动的低压槽[1]。
2. ↑  风暴潮指平均潮汐高度和风暴产生潮汐高度之间的差距[1]。
3. ↑  大型飓风指最大持续风速达到每小时至少179公里的热带气旋，在萨菲尔-辛普森飓风等级中可以达到三级或以上[1]。